# Pierre Mouchet
Pour les articles homonymes, voir Mouchet (homonymie).
Pierre Mouchet, né le 26 mars 1916 à Saint-André (Haute-Savoie) et mort le 10 décembre 1980 à Annecy (Haute-Savoie), est un homme politique français.

## Biographie
Exploitant agricole, Pierre Mouchet est un des fondateurs en Haute-Savoie de la Jeunesse agricole catholique.
Sa carrière politique débute après la seconde guerre mondiale. En 1945, il est élu maire de Saxel, puis, l'année suivante, figure en troisième position sur la liste du MRP, menée par François de Menthon, pour l'élection de la seconde assemblée constituante, et est élu député.
Réélu en novembre dans les mêmes conditions, il suit de près les questions agricoles, et notamment celles relatives à la production laitière. Il propose ainsi en 1948 la libéralisation de la production, ou le maintien d'une partie des prisonniers de guerre allemands aux travaux agricoles.
Grâce à l'apparentement de la liste du MRP avec celles de la SFIO et du CNI, il conserve son siège de député, toujours en troisième position de la liste démocrate-chrétienne, en 1951.
Il se fait toujours défenseur des producteurs de lait, réclamant notamment en 1953 le développement de l'équipement, de la formation et la suppression des importations.
En 1956, le MRP recule de près de 10 points. La règle des apparentements ne lui permet pas, avec seulement 24,8 % des voix, d'obtenir plus qu'un siège et, bien que placée en seconde position, Pierre Mouchet n'est pas réélu.
Il se consacre alors à ses mandats locaux et ne joue plus de rôle politique au niveau national.

## Détail des fonctions et des mandats
Mandats parlementaires
- 2 juin 1946 - 27 novembre 1946 : Député de la Haute-Savoie
- 10 novembre 1946 - 4 juillet 1951 : Député de la Haute-Savoie
- 17 juin 1951 - 1er décembre 1955 : Député de la Haute-Savoie